# Dusk (The The album)
Dusk är femte albumet från brittiska bandet The The. Gavs ut 1992 av Sony Music Entertainment (UK). Text och musik av Matt Johnson, producerat av Matt Johnsson och Bruce Lampcov.

## Låtlista
1. "True Happiness This Way Lies" (Johnson) - 3:19
2. "Love Is Stronger Than Death" (Johnson) - 4:38
3. "Dogs of Lust" (Johnson) - 3:09
4. "This Is the Night" (Johnson) - 3:50
5. "Slow Emotion Replay" (Johnson) - 3:55
6. "Helpline Operator" (Johnson) - 4:48
7. "Sodium Light Baby" (Johnson) - 3:45
8. "Lung Shadows" (Johnson) - 4:34
9. "Bluer Than Midnight" (Johnson) - 3:43
10. "Lonely Planet" (Johnson) - 5:27